# Lički Novi
Lički Novi is een plaats in de gemeente Gospić in de Kroatische provincie Lika-Senj. De plaats telt 343 inwoners (2001).